# Élection présidentielle sud-coréenne de 2012
L'élection présidentielle sud-coréenne de 2012 a eu lieu en Corée du Sud le 19 décembre 2012. Elle a permis d'élire le successeur du président Lee Myung-bak qui ne peut pas se représenter. Cette élection consiste en un duel entre les deux principaux candidats, Park Geun-hye du Parti de la nouvelle frontière (Saenuri), la fille de l'ancien président Park Chung-hee, et Moon Jae-in du Parti démocrate unifié (PDU). Mais la campagne a été longtemps marquée par la candidature d'un indépendant, Ahn Cheol-soo qui s'est finalement retiré pour éviter une dispersion des voix de l'opposition.
L’élection suit les élections législatives qui se sont déroulées le 11 avril 2012 et qui ont vu le Saenuri obtenir une majorité absolue au Gukhoe, l'Assemblée nationale sud-coréenne. En tête dans les sondages pendant toute la campagne mais avec un écart de plus en plus serré avec Moon Jae-in, Park Geun-hye est finalement élue à la présidence de la Corée du sud pour un mandat de cinq ans devant commencer le 25 février 2013. Elle est la première femme à accéder à cette fonction.

## Système électoral
Le président de la République est élu pour un mandat de cinq ans au suffrage universel direct, à un seul tour de scrutin, par l'ensemble des citoyens âgés de plus de 19 ans. Il n'est pas rééligible. Pour la première fois depuis 1971, les Sud-Coréens résidant à l'étranger ont le droit de vote pour une présidentielle.
Les candidats à l'élection présidentielle doivent être âgés d'au moins 40 ans, avoir résidé dans le pays depuis au moins 5 ans et avoir été éligibles au Parlement et ne pas avoir été condamné à une peine de prison ni violé les lois électorales. Ils peuvent être présentés par un parti ou par les électeurs (3500 à 6000). Les candidats doivent s'inscrire entre le 23 avril et le 24 novembre auprès de la commission électorale nationale et verser une caution de 300 millions de wons (environ 210 000 euros), restituée s'ils obtiennent plus de 15 % des suffrages.
La campagne officielle dure trois semaines, du 27 novembre au 18 décembre.
Le président Lee Myung-bak ne peut se représenter, conformément à la Constitution.

## Contexte
Lee Myung-bak a été élu en 2007 en tant que candidat du Grand parti national, le parti conservateur, après avoir battu Park Geun-hye lors des primaires. Son élection a mis un terme à une période de dix ans où la gauche était au pouvoir avec les présidents Kim Dae-jung et Roh Moo-hyun. Le gouvernement de Lee Myung-bak (en) a suivi une politique de laissez-faire économique et de réduction de la bureaucratie. Il a été critiqué par la gauche à la suite de scandales politiques et de décisions controversées telles que son soutien à l'accord de libre-échange avec les États-Unis et à la construction d'une base navale militaire à Jeju (en) bien que ces deux projets aient été lancés sous les administrations précédentes. Bien que largement élu et bénéficiant initialement d'une cote de popularité de 70 % dans les sondages, sa côte est passée en dessous des 30 % en 2012.
À la fin de 2011, Park Geun-hye assume le contrôle du Grand parti national qui prend le nom de Saenuri (le parti de la nouvelle frontière) en février 2012. Elle prend alors ses distances par rapport à Lee Myung-bak et adopte une position plus centriste en se démarquant de ses actions les plus impopulaires, en particulier de son intransigeance envers la Corée du Nord. Son parti obtient ainsi une victoire inattendue aux législatives du mois d'avril ce qui renforce sa position au sein du parti et fait monter sa côte dans les sondages.
L'opposition est menée principalement par le Parti démocrate unifié (PDU), le parti de centre-gauche, mais aussi par les supporters d'Ahn Cheol-soo, un candidat indépendant qui a longtemps gardé le silence sur sa participation à cette élection. Au PDU, divisé entre les partisans des anciens présidents Kim Dae-jung et Roh Mu-hyun, la candidature de Sohn Hak-kyu était initialement envisagée. Cependant, à la fin 2011, il était dépassé dans les sondages par Moon Jae-in, un proche de Roh.

## Nominations

### Parti Saenuri
Campagne

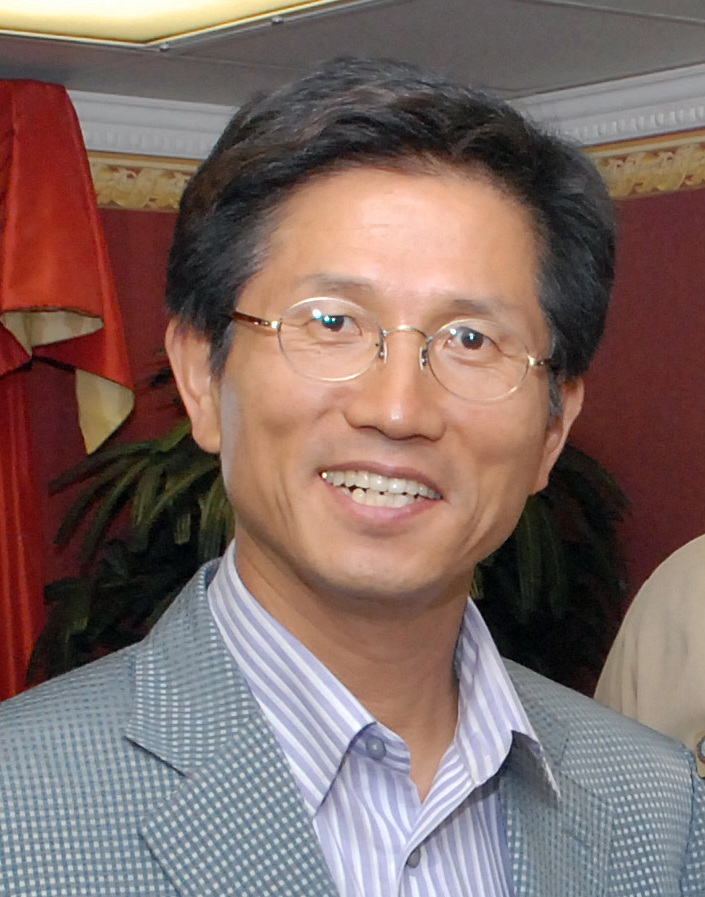
Kim Moon-soo, principal rival de Park Geun-hye

Dès le 22 avril, Kim Moon-soo est le premier membre du parti à annoncer sa candidature. Ancien syndicaliste, il déclare vouloir se concentrer sur la lutte contre les disparités régionales et socio-économiques et souligne son attachement au multiculturalisme. Il est suivi le 29 avril par Chung Mong-joon, fils du fondateur du groupe Hyundai qui veut amener l'unité dans la nation en combattant le régionalisme et les factions ainsi que faciliter la gestion des entreprises. Ils sont rejoints par Ahn Sang-soo qui met en avant ses résultats économiques et sa volonté d'alléger le fardeau de la dette ainsi que par le modéré Yim Tae-hee qui propose de s'associer au PDU et au candidat indépendant Ahn Cheol-soo pour « démolir les politiques obsolètes ». Le 10 mai voit arriver la candidature de Lee Jae-ho, ancien ministre chargé des affaires spéciales de l'administration qui souhaite une révision de la constitution pour passer à un mandat présidentiel renouvelable de quatre ans. Avec Chung Mong-joon, il retire sa candidature le 9 juillet en appelant le parti à ouvrir les primaires aux personnes non-membres de la formation.
Ce n'est que le 10 juillet que Park Geun-hye, la grande favorite, annonce officiellement sa candidature. Ses trois principaux objectifs sont la démocratie économique et la création d'emplois et de programmes sociaux, en particulier l'aide aux personnes âgées et le soutien à l'éducation et à la garde des enfants. Elle vise également l'amélioration des relations intercoréennes,. Elle déclare avoir pour modèle Margaret Thatcher et Angela Merkel, et prend ses distances avec les crimes commis par son père, le dictateur Park Chung-hye (1961-1979).
Résultat
Le candidat de ce parti a été désigné le 20 aout lors de la convention du Saenuri à la suite de l'annonce du résultat officiel du vote. Park Geun-hye, la fille du président Park Chung-hee, remporte cette élection avec 84 % des voix (86 589 voix) devant le gouverneur du Gyeonggi, Kim Moon-soo (8,7 % ; 8 955 voix), le député Kim Tae-ho (3,2 %), l'ancien ministre du travail Yim Tae-hee (2,7 %) et l'ex-maire d'Incheon Ahn Sang-soo (1,55 %).

### Parti démocrate unifié
Campagne

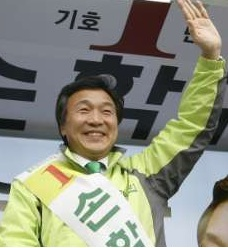
Sohn Hak-kyu, principal concurrent de Moon Jae-in

Ce parti a tenu des primaires ouvertes et a introduit la possibilité du vote mobile ce qui a causé des controverses concernant la fiabilité et la légitimité du système. La campagne est également marquée par l'éventualité de présenter une candidature commune avec Ahn Cheol-soo. Cette formation est alors handicapée par son image de parti faible basé sur le factionnalisme et le régionalisme ce qui conduit à des appels aux réformes et à la démission des dirigeants. Ces attaques, menées en particulier par le camp de Moon Jae-in, visent entre autres le chef du groupe parlementaire, Park Jie-won et le président du PDU, Lee Hae-chan.
Résultat
Les résultats officiels sont annoncés le 16 septembre. Le vainqueur est Moon Jae-in avec 56,5 % des voix (347 183 voix) qui devance l'ancien gouverneur du Gyeonggi Sohn Hak-kyu (22,2 % ; 136 205 voix), l'ancien gouverneur du Gyeongsang du Sud Kim Doo-kwan (14,3 % ; 87 842 voix) et le député Chung Sye-kyun (7,0 % ; 43 027 voix).

### Autres

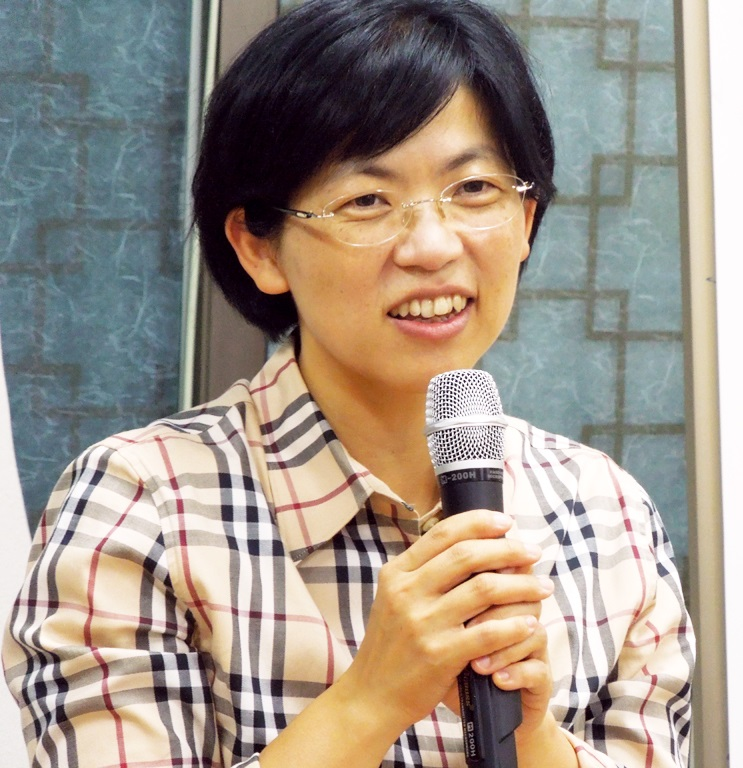
Lee Jung-hee, candidate du PPU

Le troisième candidat le plus en vue a été Ahn Cheol-soo, doyen de l'université nationale de Séoul et fondateur de la compagnie d'informatique AhnLab. Après plusieurs mois de spéculations, il annonce officiellement sa candidature le 19 septembre. En tant qu'indépendant, il aurait pu rassembler les électeurs qui se sont détournés des partis politiques mais pour éviter une victoire trop facile de Park Geun-hye et après de longues négociations avec le PDU pour établir une candidature et un programme communs, il annonce son retrait le 23 novembre.
Les petits partis de gauche devaient être représentés par Lee Jung-hee du Parti progressiste unifié (PPU) et par Sim Sang-jung du nouveau Parti progressiste de la justice (PPJ). Cependant, cette dernière se retire le 26 novembre pour renforcer les chances de Moon Jae-in, et la première fait de même à quelques jours du scrutin le 16 décembre 2012. Les indépendants Kang Ji-won, Park Jong-sun, Kim So-yeon et Kim Soon-ja ont aussi enregistré leur candidature auprès de la Commission nationale des élections, portant ainsi le nombre de candidats officiels à sept puis à six mais ils ne pèsent pas lourd dans le déroulement de ces élections. Les candidatures de Chung Un-chan, premier ministre de 2009 à 2010 et de Huh Kyung-young déjà candidat en 1997 et en 2007, étaient également attendues mais ne se sont pas concrétisées.

## Programmes

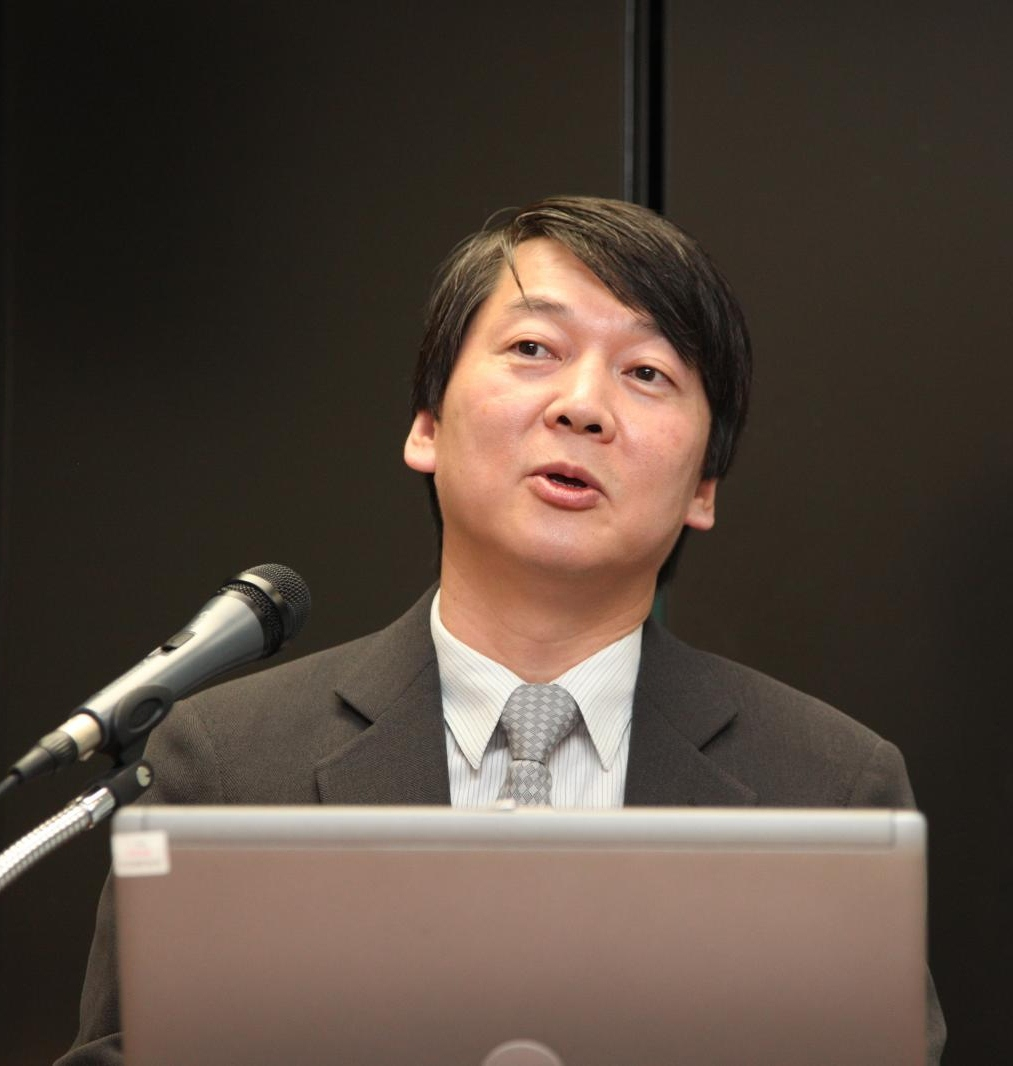
Ahn Cheol-soo, candidat indépendant qui a marqué la campagne électorale.

Les trois principaux candidats s'accordent sur la nécessité de démocratiser l'économie, c'est-à-dire de lutter contre certaines pratiques des chaebols, les grands conglomérats qui nuisent aux PME. Ils sont également favorables à une hausse des impôts pour renforcer l'aide sociale. Ils divergent cependant sur la mise en place de ses mesures.
Moon Jae-in et Ahn Cheol-soo veulent l'interdiction de l'actionnariat croisé qui donne trop de pouvoirs à un petit nombre d'actionnaires. Park Geun-hye, la candidate conservatrice, souhaite seulement empêcher l'extension de cette pratique. Moon et Ahn sont également favorables à un durcissement de la règlementation visant à séparer les capitaux financiers et industriels ainsi qu'à un plafonnement des investissements des chaebols dans les autres entreprises. Cette dernière règle vient d'être supprimée par le gouvernement en mars 2009 pour ne pas entraver le libre investissement. Au niveau des impôts, Ahn et Moon souhaitent augmenter les impôts sur les sociétés et les hauts salaires alors que Park veut garder un taux d'imposition faible pour les sociétés.
Park est opposée au démantèlement des chaebols et croit que les PME peuvent se développer harmonieusement à leur côté. Elle s'est également prononcée en faveur du développement des technologies de la communication (TIC). Elle veut inciter les entreprises à ouvrir des écoles spécialisées dans ce domaine et souhaite multiplier par dix le débit actuel de l'internet. 
Fille du général Park Chung-hee, président de 1961 à 1979, elle profite de la nostalgie d'une partie de la population pour cette période de forte croissance économique. Cependant, refusant de condamner clairement la politique de son père et allant même jusqu'à défendre son coup d'État, cet héritage est aussi un handicap pour elle et elle a dû présenter ses excuses aux victimes de ce régime autoritaire,.
Moon Jae-in, le candidat de la gauche, met l'accent sur la création d'emplois, l'amélioration de la couverture sociale, la démocratisation économique et le dialogue intercoréen. Il propose ainsi la création d'une zone de pêche commune avec la Corée du Nord en mer Jaune. Il compte faire passer la société d'une culture de l'efficacité et de la concurrence vers la solidarité. Il est aussi d'avis de permettre au président de faire deux mandats de quatre ans au lieu d'un seul de cinq et de rendre le premier ministre plus autonome.
Ahn Cheol-soo, le candidat indépendant, centre son programme sur la démocratisation économique. Il vise l'égalité des chances entre les petites et les grandes entreprises, veut promouvoir les pratiques commerciales équitables, créer une économie innovante, protéger les sociétés les plus faibles, réformer le système de l'emploi et la sphère politique. Il propose d'abolir les discriminations envers les travailleurs temporaires, de construire 120 000 logements locatifs pour lutter contre la cherté de l'immobilier et veut investir 1,37 milliard d'euros pour aider les personnes sous la protection de la loi contre la faillite. Il compte lutter contre la corruption dans la fonction publique et limiter le nombre de postes directement nommés par le président. Il est en faveur d'une coopération et d'un dialogue plus étroit avec la Corée du Nord mais tient à garder une politique cohérente avec celle de son prédécesseur. Sa qualité d'indépendant est un avantage par rapport aux partis déstabilisés par les accusations et les scandales. Cependant, il est lui-même attaqué pour des soupçons de fraude fiscale et de plagiat.

## Sondages d'opinion
| Date            | Institut   | Park Geun-hye (Saenuri) | Ahn Cheol-soo | Moon Jae-in (PDU) | Son Hak-gyu (PDU) | Lee Hoi-chang (PAL) | Rhyu Si-min (PPU) | Chung Dong-young (PDU) | Kim Moon-soo (Saenuri) | Chung Mong-joon (Saenuri) | Chung Un-chan | Autres | Sans avis |
| --------------- | ---------- | ----------------------- | ------------- | ----------------- | ----------------- | ------------------- | ----------------- | ---------------------- | ---------------------- | ------------------------- | ------------- | ------ | --------- |
| Date            | Institut   |                         |               |                   |                   |                     |                   |                        |                        |                           |               |        |           |
| 25 - 27 janvier | Real Meter | 30,5 %                  | 23,2 %        | 17,4 %            | 3,7 %             | 3,2 %               | 3,0 %             | 3,0 %                  | 2,6 %                  | 1,9 %                     | 1,8 %         | 9,7 %  | 9,7 %     |
| 23 – 27 avril   | Real Meter | 40,3 %                  | 24,0 %        | 13,1 %            | 3,6 %             | 1,8 %               | 2,5 %             | 1,3 %                  | 2,8 %                  | 2,4 %                     | -             | --     | --        |
| 25 – 29 juin    | Real Meter | 42,4 %                  | 19,6 %        | 15,0 %            | 3,4 %             | 1,5 %               | 1,8 %             | 1,6 %                  | 1,9 %                  | 1,9 %                     | -             | --     | --        |
| 8 – 12 octobre  | Real Meter | 35,2 %                  | 31,1 %        | 21,8 %            | -                 | -                   | -                 | -                      | -                      | -                         | -             | --     | --        |
| 3 – 9 décembre  | Real Meter | 49,9 %                  | -             | 43,2 %            | -                 | -                   | -                 | -                      | -                      | -                         | -             | --     | --        |

Pendant la semaine du 3 décembre, Lee Jung-hee (PPU) réalise un score de 1,0 % et Kang Ji-won obtient 0,4 %.

## Résultats
| Candidat                        | Candidat                        | Parti                           | Voix       | %        |
| ------------------------------- | ------------------------------- | ------------------------------- | ---------- | -------- |
|                                 | Park Geun-hye                   | Parti Saenuri                   | 15 773 128 | 51,56    |
|                                 | Moon Jae-in                     | Parti démocrate unifié          | 14 692 632 | 48,02    |
|                                 | Kang Ji-won                     | Indépendant                     | 53 303     | 0,17     |
|                                 | Kim Soon-ja                     | Indépendante                    | 46 017     | 0,15     |
|                                 | Kim So-yeon                     | Indépendante                    | 16 687     | 0,05     |
|                                 | Park Jong-sun                   | Indépendant                     | 12 854     | 0,04     |
|                                 | Bulletins invalides             | -                               | 126 838    | -        |
| Total (participation : 75,84 %) | Total (participation : 75,84 %) | Total (participation : 75,84 %) | 30 721 459 | 100,00 % |

## Opinion publique manipulée
Les services de renseignement sud-coréens (NIS) ont conduit une campagne de diffamations contre le candidat démocrate Moon Jae-in afin de détourner les électeurs vers la candidate conservatrice Park Geun-Hye.
En février 2015, l'ex-chef de la NIS est condamné à trois ans de prison pour son rôle dans ces manipulations. Lors du procès, les procureurs ont souligné l'implication directe du NIS dans la manipulation de l'opinion publique sud-coréenne via des « ONG » conservatrices : « Un agent du nom de Park, qui faisait partie de l'équipe de guerre psychologique du NIS, a soutenu et supervisé les activités d'organisations conservatrices de droite et d'organisation de jeunesse orientées à droite ».